# Mikroversicherung
Mikroversicherungen (englisch microinsurance schemes) bieten armen Haushalten vor allem in Entwicklungsländern Absicherung gegen elementare Risiken. Arme Haushalte sind im Vergleich zur Gesamtbevölkerung meist stärker Risiken wie Krankheit, Unfall oder Verlust von Eigentum ausgesetzt und damit stärker auf Versicherungsdienstleistungen angewiesen. Aufgrund der wirtschaftlich geringen Attraktivität werden sie jedoch von klassischen Versicherungsunternehmen nicht bedient. 
Es handelt sich um eine relativ neue Mikrofinanz-Dienstleistung, die klassische Geschäftsfelder wie die Vergabe von Mikrokrediten und das Angebot von micro savings ergänzt. Mikroversicherungen werden häufig als Ansätze im Rahmen so genannter Base of the Pyramid-Geschäftsmodelle thematisiert, welche auf eine erfolgreiche Einbindung bisher weitgehend vernachlässigter Bevölkerungsschichten in unternehmerische Wertschöpfungsketten abzielen.

## Produkte und Methoden
Ausgewählte Produkte sind
- Absicherung der Rückzahlungsraten von Krediten
- Lebensversicherungen / Notfall-Funds
- Krankenversicherungen
- Ernte-Absicherung
- Versicherung des Viehs (englisch livestock insurance)
- Parametrische Wetterversicherung